# Cascade de Chamarel
La cascade de Chamarel (en anglais : Chamarel Waterfall) est une chute d'eau ainsi qu'une attraction touristique situé à Chamarel dans le district de Rivière Noire, à Maurice.

## Description
Elle est la plus haute cascade du pays (environ 83 mètres de haut). Elle est alimentée par les rivières Saint-Denis et Viande-Salée.

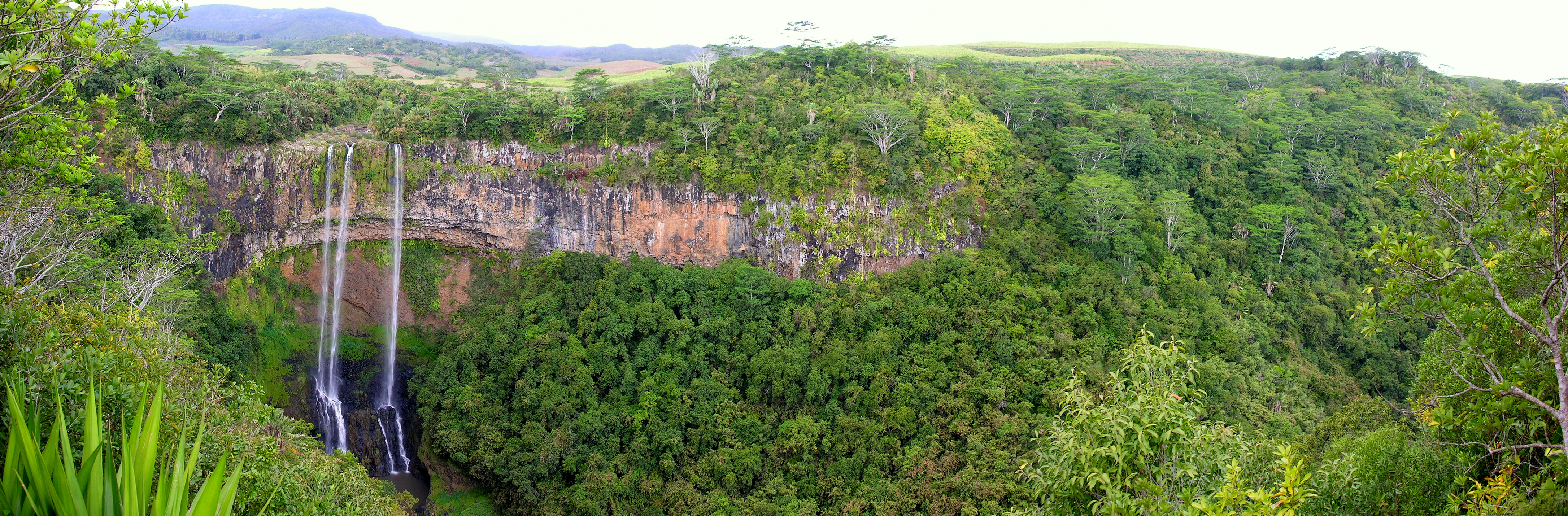
La cascade de Chamarel.